# Plimbarea lui Esop
Plimbarea lui Esop este un film românesc din 1967 regizat de Geta Brătescu.